# Макдейд, Джеймс
Джеймс Патрик Макдейд (англ. James Patrick McDade; 24 июля 1946, Ардойн, Белфаст — 14 ноября 1974, Ковентри) — волонтёр Ирландской республиканской армии, погибший в результате взрыва бомбы на телефонной станции в Ковентри.

## Биография
Родился на Окфилд-Стрит в квартале Ардойн, Белфаст. Учился в начальной школе Святого Креста и средней школе Святого Гавриила. Происходил из музыкальной семьи (пять братьев и две сестры обладали талантом к музыке), был неплохим певцом. Активно занимался спортом, в том числе гэльским футболом. Выступал в пабах Вест-Мидлендс. Проживал в Спаркхилле, квартале Бирмингема.
С подачи своего брата Джерарда Джеймс вступил в ИРА, а именно её «временное» крыло. Джерард был квартирмейстером роты A 3-го батальона Белфастской бригады и погиб 21 декабря 1971 от руки британского солдата. Макдейд участвовал в кампании ИРА на территории Великобритании, организовывая теракты и диверсии. 14 ноября 1974 при установке взрывных устройств в почтовом отделении и на телефонной станции Ковентри Макдейд погиб: одна из бомб взорвалась преждевременно.
Был женат, в браке родились сыновья Джерард и Энтони. Его близкими друзьями были люди из Бирмингемской шестёрки, пятеро из них были уроженцами Северного Белфаста и хорошо знали Макдейда благодаря связям с ирландской общиной Бирмингема. Позднее полиция по этим связям арестовала шестёрку по обвинению во терактах в Бирмингеме, отправив их на пожизненное лишение свободы в тюрьму, но все были освобождены 14 марта 1991 после рассмотрения апелляции.

## Похороны
- 16 ноября 1974 газета Irish News посвятила номер погибшему Макдейду: соболезнования родным и близким выразили деятели Шинн Фейн в Лондоне и Бирмингеме, Ковентри и Белфасте, а также штаб-квартира Временной Ирландской Республиканской армии[9].
- Республиканское движение в Англии пыталось провести похороны с воинскими почестями, однако архиепископ Бирмингема (Римско-католическая церковь) Джордж Дуайер запретил это делать. Шинн Фейн заявила, что не собиралась хоронить Макдейда на территории католического диоцеза[10].
- Министр внутренних дел Великобритании Рой Дженкинс, не желая запрещать ИРА, выступил против парамилитаристских парадов[10]. Городские советы Бирмингема, Ковентри и Солихалла запретили все процессии, связанные со смертью Макдейда, на месяц согласно Акту об общественном порядке[11]. Нести гроб в Белфастском международном аэропорту штаб ИРА отказался[12], поэтому останки перевезли в Дублин.
- Лиам Ханнавэй, один из лидеров республиканского движения, выступал на похоронах. Гроб с Макдейдом обернули флагом Ирландии, как это делали на похоронах Теренса Максуини и Майкла Гоуэна. Над могилой ирландцы отдали воинские почести, сделав три залпа в воздух. Похоронен Джеймс Макдейд на кладбище Миллтаун в Белфасте 23 ноября 1974[13].